# Eucort Turismo
L'Eucort Turismo fou un model d'automòbil produït per la marca catalana Eucort entre els anys 1946 i 1949. Disponible amb carrosseries de berlina quatre portes i familiar rubia (anomenat "rural"), el Turismo es produïa a la factoria de la marca al carrer de Nàpols 124 de Barcelona.
L'Eucort Turismo berlina quatre portes fou presentat al públic a la Fira de Mostres de Barcelona l'any 1946, on es varen acceptar les primeres comandes. L'any següent, 1947 i també a la Fira de Mostres, es presentaren les carrosseries "Rural" (familiar), camioneta (amb capacitat de càrrega de fins 500 quilos) i furgoneta tancada. L'any 1948, la marca va signar un contracte amb l'Argentina per tal de fabricar i exportar al voltant d'un millar de models "Rural" que finalment, després d'exportar un limitat nombre d'aquests, no arribà al seu fi. El mateix any, ja arribant a la fi de producció del model, aquest va patir un redisseny que afectà la graella i els fars davanters.
En l'apartat tècnic, el Turismo va comptar des del seus inicis amb un motor bicilíndric en línia de dos temps i 764 centímetres cúbics que produïa 21 cavalls. Aquest motor inicial, basat en un de semblants característiques creat per la marca alemanya DKW, ja que fou dissenyat per un enginyer d'aquesta marca contractat per Eucort. El cotxe comptava amb tracció davantera i una transmissió manual amb tres velocitats. Cap al final de la vida del model, aquest va equipar un motor tricilíndirc en línia de dos temps, 1.034 cc i 32 cavalls de potència. Aquest nou motor només l'equipà la variant berlina i ambdues motoritzacions (2 i 3 cilíndres) van coexistir al catàleg de la marca.
El model fou substituït l'any 1949 per la seua evolució, l'Eucort Victoria, també disponible amb carrosseria berlina i familiar.